# 1978年南黎巴嫩冲突
1978年南黎巴嫩冲突（以色列称之为“利塔尼行动”）是指以色列国防军在1978年作为对“海岸公路大屠杀”的回应，入侵黎巴嫩南部利塔尼河以南地区的军事行动。这场冲突导致1100至2000名黎巴嫩人和巴勒斯坦人、18名以色列人丧生，还有10万至25万人流离失所，并且巴解组织被迫撤往利塔尼河以北地区。冲突导致了联合国驻黎巴嫩临时部队的成立，以色列军队最终也撤离了该地区。

## 背景
尽管这场冲突表面看起来是以色列入侵南黎巴嫩，其实这场冲突和以色列和巴勒斯坦的长期冲突息息相关。自1968年以来，巴解组织及其他巴勒斯坦武装组织在黎巴嫩南部建立了一个国中之国，并以该地区作为针对以色列北部乃至对全球范围内以色列及其他国家目标进行袭击的基地。这一情况在黑九月事件后3000名巴解组织武装分子逃离约旦并在南黎巴嫩重新集结之后变得更加恶化。作为回应，以色列针对巴解组织进行了多次袭击。
在1968年至1977年以色列对巴解组织的一系列袭击中，该地区的一些巴勒斯坦城镇和难民营被完全夷平。根据估计，截止1977年10月，大约30万名难民，其中大部分是什叶派穆斯林逃离了黎巴嫩南部。巴以冲突还加剧了黎巴嫩国内的紧张局势。
1977年11月，以色列方面挑起了一场冲突，导致双方多人死伤，最终以色列对黎巴嫩南部的巴解组织目标进行轰炸，导致70人丧生，其中大部分为黎巴嫩人。
1978年3月11日，11名法塔赫成员从黎巴嫩出发，在以色列的一处海滩上杀死了一名美国游客。随后他们在海法附近的濒海公路上劫持了一辆公车，随后在前往特拉维夫的路上劫持了另一辆公车。在一场漫长的追逐和枪战之后，38名以色列平民被杀，死者中包括13名儿童，另有76人受伤。这起袭击事件成为了三天之后以色列入侵南黎巴嫩的主要原因。

## 入侵过程
1978年3月14日，以色列发动了利塔尼行动以报复“海滨公路大屠杀”。这起行动起初被称为“AVI HACHOCHMA”（希伯来语中“智慧之父”的意思），之后被改为“利塔尼行动”。行动计划动用25,000名士兵，占领利塔尼河以南除提尔以外的地区。这次行动的目标是将巴勒斯坦武装组织，尤其是巴解组织赶出与以色列接壤的地区，同时在黎南部扶植一个以色列的盟友“南黎巴嫩军”。
在7天的军事行动中，以色列军队一开始通过针对黎以边境附近所有巴解组织阵地发动地面进攻来占领了一块宽约10公里的狭长土地。地面行动由两名师长指挥，并且在整条战线同时展开。伞兵利用直升机进行机动，占领利塔尼河上的所有桥梁以切断巴解组织可能撤退的路线。
以色列国防军并没有继续追击那些逃往利塔尼河北部的大批巴勒斯坦武装分子。许多黎巴嫩平民在以色列的空袭和炮击中丧生。以色列的行动还造成了大量财产损失，很多人因此流离失所。根据波士顿大学国际关系学教授奥古斯都·理查德·诺顿的说法，行动中大约由1,100人丧生，其中绝大部分是黎巴嫩人和巴勒斯坦人。根据以色列国防军和国际社会的调查。至少有550名巴解组织武装分子在以色列陆军地面行动中被打死。根据其他一些消息，大约2,000名黎巴嫩人和巴勒斯坦人丧生。
据估计有至少10万人至25万人因军事行动中流离失所。驻扎在黎巴嫩的叙利亚军队，其中有些人已经进入了以色列军队的目视范围内，在利塔尼行动中并没有参与到冲突中。巴解组织被迫逃往利塔尼河北部地区以继续和以色列展开斗争。在行动中，以色列使用了美国提供的子母炸弹。根据卡特总统的说法，使用子母弹违反了以美两国的协议，因为协议规定子母炸弹只能作为防御性武器，在针对以色列的进攻时才能被使用。以色列还向南黎巴嫩军提供美制武器，这也违反了美国的规定。卡特总统准备告知国会美制武器在利塔尼行动中被违规使用，这将终止美国对以色列的军事援助。在耶路撒冷的美国领事告知以色列政府他们的计划，但贝京总理声称军事行动已经结束了。

## 冲突结果
作为对这次入侵的回应，联合国安理会通过了425号和426号决议要求以色列从黎巴嫩撤军。联合国驻黎巴嫩临时部队被建立以确保以色列从黎巴嫩撤出，恢复国际和平与安全，并协助黎巴嫩政府恢复对该地区的有效统治。在1978年3月23日联黎部队到达黎巴嫩，在纳库拉建立了总部。
425号决议并没有立刻终止当地的冲突。在之后的两天，以色列军队继续进行军事行动，直到接到命令停火。巴解组织对决议的最初反应是决议不适用与他们，因为决议中没有提到巴解组织。在亚西尔·阿拉法特和联黎部队指挥官伊曼纽尔·厄斯金在贝鲁特举行会谈之后，巴解组织的领导层最终在1978年3月28日下令停火。国际关系问题专家海伦娜·科班将这份协议称为是“巴勒斯坦抵抗运动史上的转折点”因为所有巴解组织的官员第一次一致同意与以色列达成停火协议。
巴勒斯坦抵抗运动的部分派别反对这份协议并试图破坏停火。法塔赫高级指挥官阿布·达乌德组织了大约70到80名武装分子试图破坏停火协定。阿拉法特和哈利勒·瓦齐尔下令逮捕所有涉事人员，之后阿布·达乌德被指控与法塔赫的叛徒阿布·尼达尔一道试图破坏停火。
在1978年年末，以色列军队撤出了黎巴嫩，并将其位于黎巴嫩的阵地移交给他的盟友、正处于萨阿德·哈达德上校领导下的南黎巴嫩军。1978年4月19日，南黎巴嫩军炮击了联黎部队的指挥部，导致8名联合国维和部队士兵丧生。1980年4月，3名爱尔兰籍联合国维和部队士兵在南黎巴嫩军的地盘上遭到绑架，其中两人之后遇害。
巴勒斯坦武装派别也袭击过联黎部队，在1981年绑架过一名爱尔兰籍维和部队士兵。
敌对行为并没有因为联黎部队的到来而平息，并且随着黎巴嫩内战的逐步升级，黎巴嫩南部的冲突再次加剧。在1982年以色列再次入侵黎巴嫩，冲突一直持续到了90年代。

## 深入阅读
- Bregman, Ahron. . London: Routledge. 2002. ISBN 978-0-415-28716-6.
- Fisk, Robert. . Nation Books. 2002. ISBN 978-1-56025-442-3.
- Shlaim, Avi. . W. W. Norton & Company. 2001. ISBN 978-0-393-32112-8.
- Ahmad Beydoun. . Journal of Palestine Studies (University of California Press). 1992, 21 (3): 35–53. JSTOR 2537518.